# 勒邦圣马丹
勒邦圣马丹（法語：Le Ban-Saint-Martin，法語發音：[lə bɑ̃ sɛ̃ maʁtɛ̃]），法国东北部城市，大东部大区摩泽尔省的一个市镇，隶属于梅斯区，其市镇面积为1.59平方公里，2022年1月1日时人口数量为4,637人，在法国城市中排名第2,481位。
勒邦圣马丹位于摩泽尔省西北部，摩泽尔河左岸，省会梅斯市区西北部，是梅斯的一个近郊卫星城。

## 地名来源
“Ban”一名来源于拉丁语单词“bannus”，意为统战权，此处意为“拥有统战权的土地”；“Saint-Martin”一名来源于公元七世纪时当地一处为西吉贝尔特三世所建的圣马丁修道院（abbaye Saint Martin）；定冠词“Le”自1966年起成为当地官方名称的一部分。

## 历史
根据当地官方网站的论述，勒邦圣马丹始建于墨洛温王朝时期，彼时当地有葡萄酒种植园分布。英法百年战争末期以及三十年战争期间，勒邦圣马丹均遭到严重破坏。法国大革命后，勒邦圣马丹成为摩泽尔省的一个市镇，彼时当地尚为仅两百人口的农业市镇。普法战争结束后，勒邦圣马丹及其所处的阿尔萨斯-洛林地区被普鲁士军队占领，直至一战结束。其间，随着工业发展，勒邦圣马丹人口数量有所增加。1902年，德意志军队在勒邦圣马丹境内修建了梅斯俾斯麦塔，横跨摩泽尔河的索瓦日大桥则于1906年建成。二战后，勒邦圣马丹境内出现了新兴居民区。

## 地理

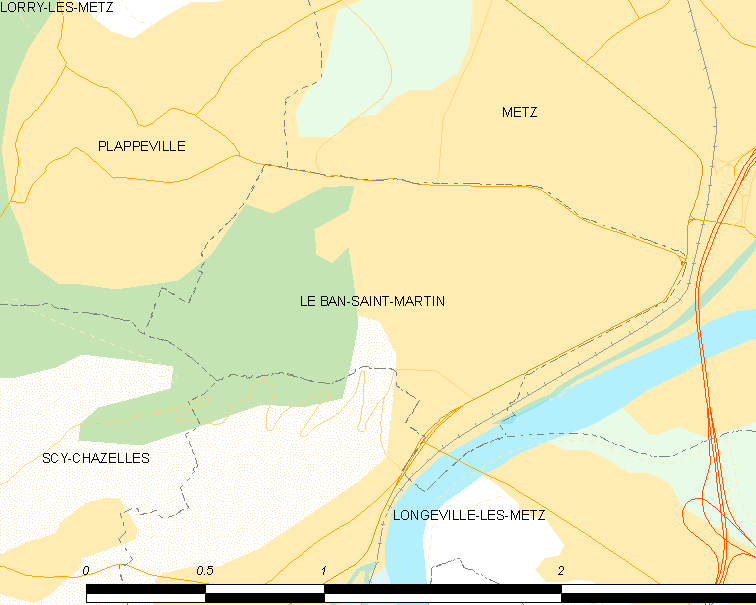
勒邦圣马丹市镇范围地图

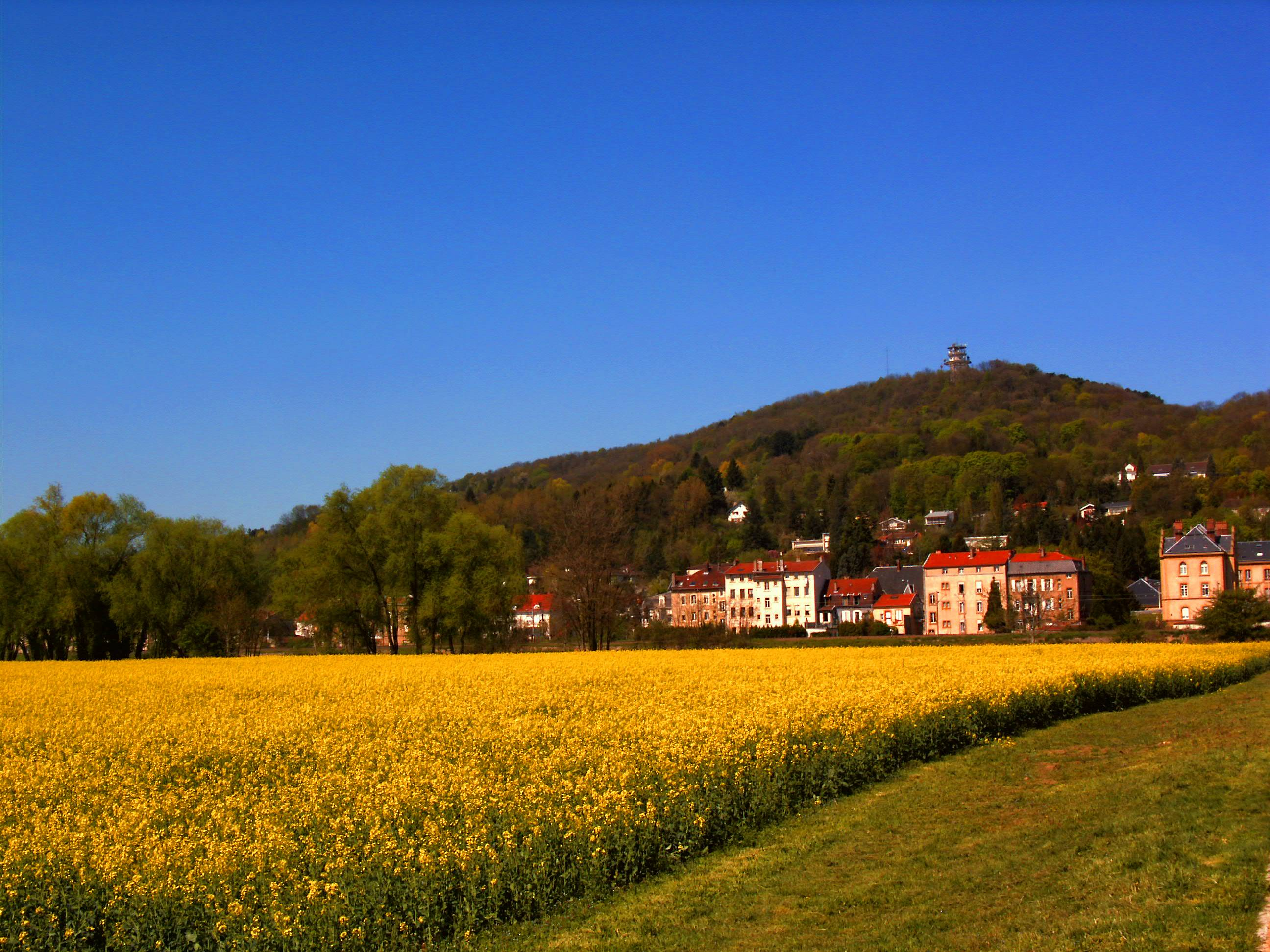
勒邦圣马丹附近的田野及后方的圣康坦山

勒邦圣马丹位于法国东北部，大东部大区东北部和摩泽尔省西北部，距离省会梅斯大约3公里。与勒邦圣马丹接壤的市镇包括：瓦皮、隆日维尔莱梅斯、梅斯、普拉普维尔、锡-沙泽勒。

### 地形
勒邦圣马丹位于洛林高原腹地，境内以平原和丘陵为主，部分区域起伏明显，全境海拔在165到310米之间。

### 水文
摩泽尔河干流自西南向东北流经境内南部。

### 植被
勒邦圣马丹属于温带阔叶混交林区，林地主要分布于市镇范围西部的圣康坦山地区。
在鲜花城市的评比中，勒邦圣马丹被评为2星级鲜花城市。

### 气候
勒邦圣马丹在柯本气候分类法中属于温带海洋性气候，因其距离海岸线相对较远，故当地气候又有一定的大陆性特征。

## 行政区划
勒邦圣马丹是法国大东部大区摩泽尔省的一个市镇，编号为57049。勒邦圣马丹隶属于梅斯区、摩泽尔省第一选区以及蒙蒂尼莱梅斯县，同时也是梅斯都会区的组成部分。
法国国家统计与经济研究所（简称）在进行数据统计时，将勒邦圣马丹及相邻的另外41个市镇设为梅斯城市核心区，并将包括核心区在内的周边共214个市镇划为梅斯城市区。自2020年起，梅斯城市区被包含245个市镇的梅斯城市辐射区代替。此外，还将勒邦圣马丹市镇整体看作一个“块区”（IRIS），以便于统计人口分布情况。

## 交通

### 公路
法国国道N3线和摩泽尔省省道D157A线在勒邦圣马丹境内交汇。
| 33 | 1.8 |

| 梅斯 | 3 |

| 蒂永维尔 | 30 |

| 欧布埃 | 19 |

2018年，80.6%的勒邦圣马丹家庭拥有至少一辆私人汽车。2015年，勒邦圣马丹境内共发生各类交通事故3起，造成4人受伤。

### 铁路
距离勒邦圣马丹最近的铁路客运车站为梅斯城站，该站停靠前往巴黎、马赛、科尔马等地的高速列车，以及前往南锡、巴勒迪克、蒂永维尔、福尔巴克、斯特拉斯堡以及凡尔登方向的区域列车。

### 航空
距离勒邦圣马丹最近的民用航空站为梅斯-南锡机场，距离勒邦圣马丹市中心的公路里程约25公里。

### 城市公共交通
勒邦圣马丹是梅斯城市公共交通（商业名称为）是当地的城市公共交通系统。截至2022年11月，该系统共包括数十条公交线路，其中公交4路、5路和11路经过了勒邦圣马丹市区。

## 政治

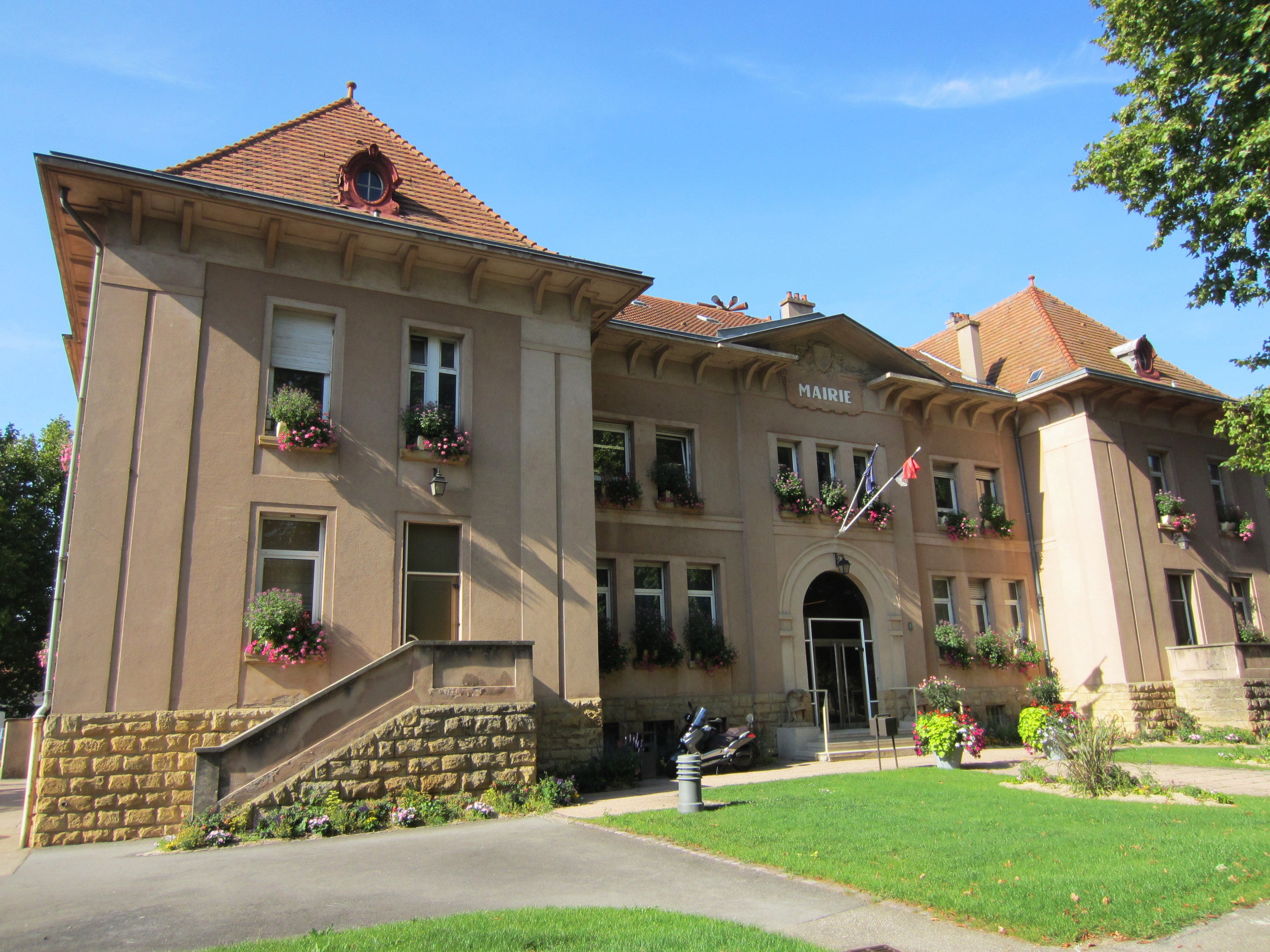
勒邦圣马丹市政厅

勒邦圣马丹的现任市长为亨利·哈瑟先生（Henri HASSER），他是一名右翼无党派人士，在2020年的市政选举中获得了100.00%的支持率（无其他候选人）。
在2022年的法国总统大选中，法国第25任总统埃马纽埃尔·马克龙在勒邦圣马丹获得了64.17%的支持率。

## 人口
2018年，勒邦圣马丹市镇人口数量为4,429，在法国排名第2,481位。其中男性2,058人，女性2,371人，75岁及以上人口占5.8%，外籍人口数量为289人，人口密度为2,786人/平方公里，当地居民被称为（男性）或（女性）。2019年，勒邦圣马丹境内出生47人，死亡人口42人。
| 勒邦圣马丹1900年－2019年人口变化情况 |
|                                      |
| 数据来源：Cassini、INSEE             |

## 经济
勒邦圣马丹是梅斯的一个近郊卫星城。截止2022年9月，勒邦圣马丹市镇范围内共有各类用人单位（包含自雇）681家，平均历史为15年，其中98.93%为中小型企业（PME），2022年9月至11月间，当地的经济活力指数为1.03%。（食品销售）、（特种食品销售）及（电气按照）是当地2021年营业额最高的三个企业，分别为3,207,015欧元1,141,012欧元和336,781欧元。

## 财政与居民收入
2020年，勒邦圣马丹的财政收入总额为3,009,990欧元，财政支出总额为2,481,540欧元，当年的债务总额为1,625,300欧元。2021年，勒邦圣马丹共获得440,596欧元的国家财政补助，比上一年减少了1.46%。
2019年，勒邦圣马丹的人均月收入总额为2,639欧元，其中高级职员为4,652欧元，高于法国平均水平（4,230欧元）；中级职员为2,875欧元，高于法国平均水平（2,411欧元）；普通职员为1,670欧元，低于法国平均水平（1,740欧元）。
2018年，勒邦圣马丹境内的青壮年（15至64岁）失业率为9.5%，当地54.3%的家庭拥有纳税资格，平均纳税4,756欧元，高于法国平均水平（3,910欧元）。

## 社会事务

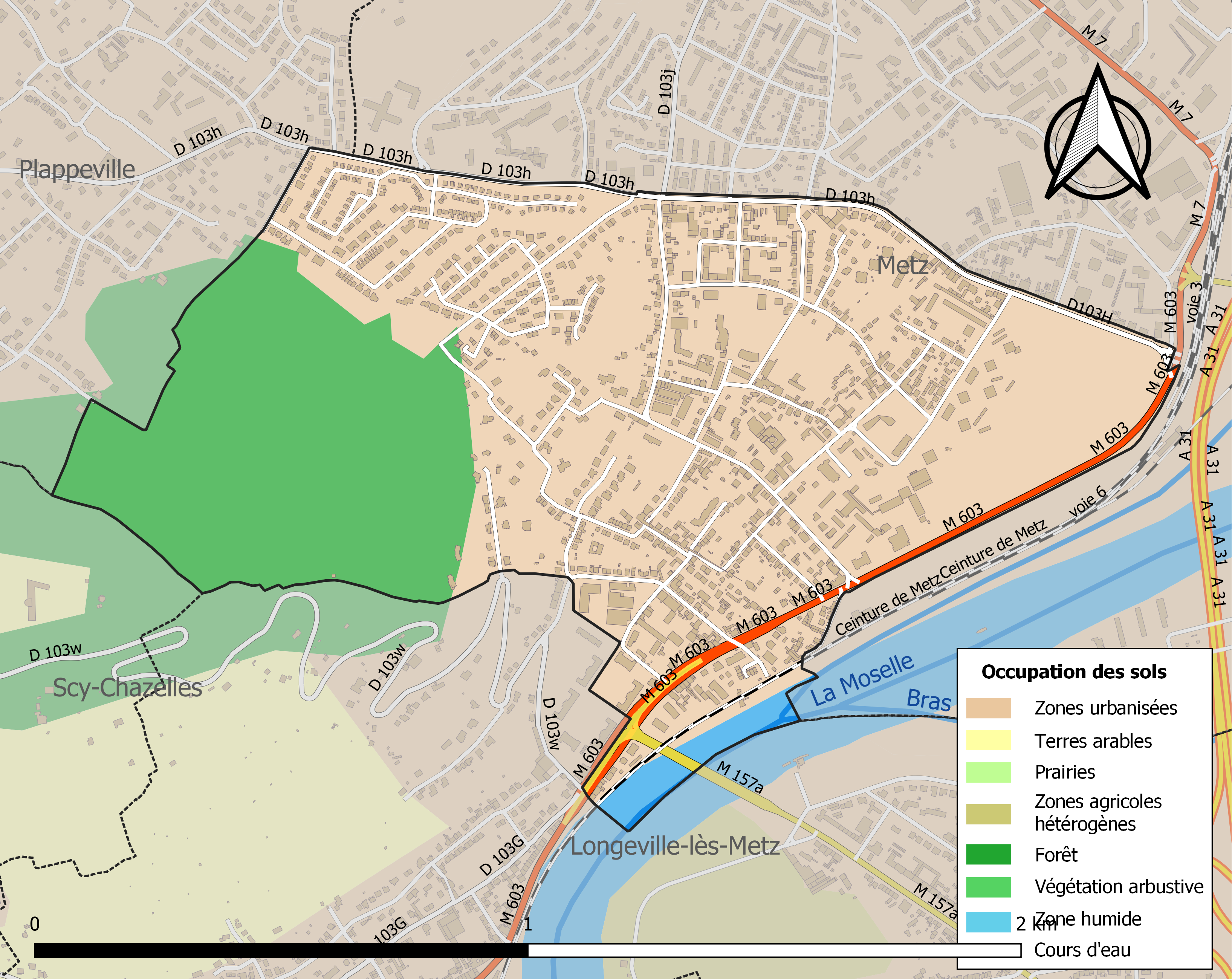
勒邦圣马丹土地利用情况地图

### 教育
勒邦圣马丹属于南锡-梅斯学区。截止2020年1月1日，勒邦圣马丹境内共有2所幼儿园、2所小学和1所初级中学。2018至2019学年度，勒邦圣马丹境内共有在校中等教育阶段学生607名。

### 医疗
截止2020年1月1日，勒邦圣马丹境内共有全科医生7名、保健师8名、牙医3名、护士7名、耳科医生1名、眼科医生2名和儿科医生2名。境内共有药房1家、养老院1家。
勒邦圣马丹是梅斯-蒂永维尔大区中心医院，后者是法国的一个大区级别的医疗机构，其中梅斯病区位于梅斯梅尔西街区，距离勒邦圣马丹市区的正常车程约20分钟，该院设有床位780个，是当地规模最大的公立综合性医院。

### 住房
2018年，勒邦圣马丹境内共有各类住房2,282套，其中27.4%为独立式居民区，72.2%为集中式居民区。常住房屋占勒邦圣马丹市镇范围内居民建筑总量的90.6%。
在住房保障政策方面，2020年，勒邦圣马丹境内共有464户家庭获得了住房经济补助，受益人数占总人口数量的10.5%，其中456份为房租补助。

### 商业
2019年，勒邦圣马丹境内共有各类实体商铺76家，其中餐厅10家、杂货店3家、面包房4家、肉铺1家、银行门店1家、美容美发店9家、汽车维修店3家。市镇范围北部建有一家家乐福便民超市。

### 体育
2020年，勒邦圣马丹境内共有1处足球或橄榄球场以及1处篮球或排球场。
截至2023年3月，勒邦圣马丹体育联盟（US Ban Saint Martin，编号503866）是当地唯一的注册足球俱乐部，其主队2022至2023赛季参加大东部大区足球联赛丙组（法国第八级别），其主场为市政球场（Stade municipal）。

### 环境
勒邦圣马丹的环境事务由其所属的梅斯都会区负责。2019年，勒邦圣马丹境内暂无污染企业。

### 治安
勒邦圣马丹所在地是梅斯警区（zone police de Metz）的管辖范围。2020年，该警区辖区内共10个市镇累计发生各类案件11,095起，其中盗窃类案件6,082起，经济类案件1,271起，毒品交易类案件461起。

## 文化

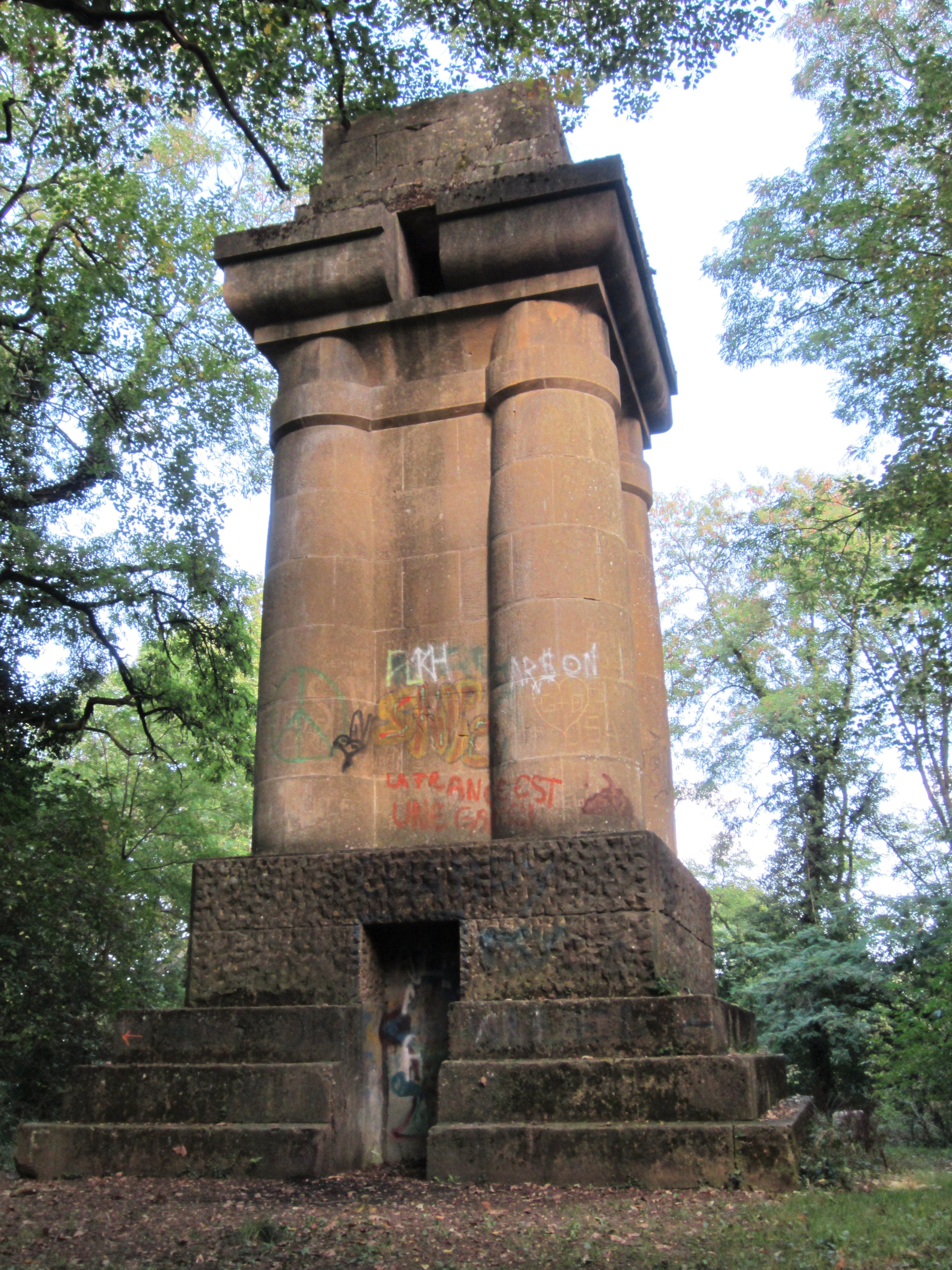
俾斯麦塔

2020年，勒邦圣马丹境内暂无任何文化设施。勒邦圣马丹市政府提供多媒体中心，每周三、五、六向公众开放。

### 建筑
勒邦圣马丹境内有多处历史建筑，其中拉萨勒城堡为法国国家文物保护单位，圣十字教堂（Église Sainte-Croix du Ban-Saint-Martin）则是当地的地标性建筑物。

### 旅游
勒邦圣马丹的旅游事务由其所属的梅斯都会区负责。2021年，勒邦圣马丹境内暂无任何游客接待设施。

### 媒体
法国主要的媒体均可在勒邦圣马丹接收，法国电视三台下属的大东部大区频道在部分时段播出勒邦圣马丹所属区域的地方新闻。

## 友好城市
截至2022年11月，勒邦圣马丹暂未建立任何友好城市关系。